# 0.1 (이비아의 노래)
〈0.1〉은 대한민국의 가수 이비아의 두 번째 싱글이다.

## 수록곡
- 전체 작사: 이비아, 김원종, 전체 작곡 · 편곡: 김원종, 송재호

1. 0.1 (Feat. 조문근) (Clean Ver.)
2. 0.1 (Feat. 조문근) (Original Ver.)
3. 0.1 (Inst.)